# Раштовцы
Раштовцы (укр. Раштівці) — село в Гримайловской поселковой общине Чортковского района Тернопольской области Украины.
До 2020 года входило в Гусятинский район.
Код КОАТУУ — 6121686301. Население по переписи 2001 года составляло 782 человека.

## Географическое положение
Село Раштовцы находится на берегу реки Гнилая,
выше по течению на расстоянии в 1 км расположено село Малые Борки,
ниже по течению на расстоянии в 0,5 км расположено село Постоловка.
Через село проходит автомобильная дорога Т-2002.

## История
- 1564 год — дата основания.

## Объекты социальной сферы
- Школа.
- Клуб.
- Фельдшерско-акушерский пункт.

## Достопримечательности
- Братская могила советских воинов.

## Известные люди
В Раштовицах (Дубкивцах) родился украинский писатель, педагог, литературовед Орест Авдикович.